# Barrancas (Maipú)
Las Barrancas, o simplemente Barrancas, es un distrito del departamento Maipú, Provincia de Mendoza, Argentina. 
Su actividad es particularmente vitivinícola y olivícola.
Se localiza en la zona este del departamento Maipú. El ingreso a dicho lugar se puede realizar por el carril Barrancas, que se inicia en el margen noroeste del río Mendoza; dicho acceso cruza todo el pueblo. Cabe destacar que esta es la única vía asfaltada existente en Barrancas.
- Datos: Q5719927